# Happy Valley (Guangzhou)
Happy Valley (chinesisch 太陽新天地購物中心 / 太阳新天地购物中心, Pinyin Tàiyáng Xīntiāndì Gòuwù Zhōngxīn) ist ein chinesisches Einkaufszentrum in der Zhujiang New Town des Bezirks Tianhe der Stadt Guangzhou.

## Überblick
Das Einkaufszentrum wurde 2012 fertiggestellt, hat eine Fläche von 150.000 Quadratmetern und wird von der Paragon Group (Guangzhou) betrieben. Es wurde von Altoon Partners und Benoy Ltd. entworfen und ist das größte Einkaufszentrum in der Zhujiang New Town. Es sind einige internationale Einzelhändler, wie z. B. Class Cavalli von Roberto Cavalli, MaxValu, Uniqlo, Dirk Bikkembergs, NEW LOOK, H&M, MUJI, sowie ein Kino von China Film Cinema ansässig.
Der englische und chinesische Name des Einkaufszentrums sind nicht verwandt: der chinesische Name ist 太陽新天地購物中心 – „Sonne-Neue-Welt-Einkaufszentrum“.

## Lage
Happy Valley liegt in Laufnähe zu vielen luxuriösen Wohngebäuden wie The Canton Mansion, Guangzhou Yitong Mansion und den Yu Feng Park Towers. Das Einkaufszentrum liegt auch direkt neben Bürogebäuden wie dem China Unicom Square, der GRC Cooperative Union, dem Fuli-Kexun-Gebäude, und ist zehn Fahrminuten vom Guangzhou International Finance Center entfernt.
Das Einkaufszentrum liegt in der Nähe des Zhujiang Parks, des Guangzhou Jockey Clubs und der „72 Golf“ Golf Driving Range. Die Jinan-Universität (die erste chinesische Universität, die Ausländer anwarb, und auch am meisten ausländische Studenten hat) liegt auf der anderen Seite der Hauptstraße Huangpu Dadao Xi.